# Grandmaster Flash
Grandmaster Flash, właściwie Joseph Saddler (ur. 1 stycznia 1958 w Bridgetown na Barbadosie) – muzyk hip-hopowy i DJ; jeden z pionierów Turntablizmu, cuttingu i miksowania.

## Życiorys
Rodzina Saddlera wyemigrowała do Stanów Zjednoczonych i Joseph dorastał w Bronksie. Obecnie mieszka w okolicy Morrisania w południowej części dzielnicy. 
Zaangażował się we wczesną nowojorską scenę DJ-ów. Ucząc się od Pete Jonesa i Kool Herca używał dwóch kopii jednego nagrania i dwóch gramofonów do cuttingu, do czego jednak dodał mikser, aby manualnie wzmocnić przerwy. Zwykłe odtwarzanie utworu byłoby przerywane w celu nałożenia przerwy, która z kolei mogła być powtarzana przy użyciu miksera do przełączania kanałów, do czasu kiedy druga płyta nie trafi z powrotem na igłę gramofonu. Muzyk był inicjatorem techniki początkowo nazywanej cutting, później rozwiniętej przez Grand Wizard Theodore do scratchingu. 
Flash otrzymał swój pseudonim w szkole od postaci Flash Gordona, z którą się utożsamiał. Posiada własną kolekcję ubrań „G.Phyre”.
W 2019 otrzymał nagrodę Polar Music Prize.

## Dyskografia
- The Message (1982)
- Greatest Messages (1984)
- They Said It Couldn’t Be Done (1985)
- The Source (1986)
- Ba-Dop-Boom-Bang (1987)
- On the Strength (1988)
- Salsoul Jam 2000 (1997)
- The Official Adventures of Grandmaster Flash (2002)
- Essential Mix: Classic Edition (2002)
- Mixing Bullets and Firing Joints (2005)
- Safety First/Watch Yourself (2007)
- The Bridge: Concept of a Culture (2009)